# Дванадесети конгрес на Илинденската организация
Дванадесетият редовен конгрес на Илинденската организация се провежда между 2 и 4 август 1942 година в Битоля. На него участват близо 300 делегати и гости от централното дружество и клоновете на Илинденската организация в Царство България.
Тържествата започват още преди това като гостите са посрещнати от областния директор Антон Козарев, началника на дивизията Иван Маринов, кмета Илия Ненчев и множество посрещачи. На 2 август се отслужва панихида за загиналите в Илинденско-Преображенското въстание в двора на църквата „Света Богородица“, след което огромна процесия потегля към българските и германските военни гробища в града.
Свещеник Тома Николов открива заседанията в дома на дружество „Пелистерски юнак“ на 2 август и посочва постоянно бюро с председател Кирил Христов Совичанов, подпредседатели Владимир Карамфилов и Христо Настев, секретари Антон Янев и Иван Сматракалев. След редица тържествени декларации и слова се пристъпва към избор на комисии. I Комисия по проверка пълномощията: Александър Развигоров, Милан Гюрлуков и Тодор Сопотски; II Комисия по изменение устава: свещ. Йордан Ангелов, Христо Шалдев и Ангел Душков; III Комисия по резолюциите: Анастас Лозанчев, Климент Шапкарев, Коце Ципушев, Ангел Узунов, Георги Попхристов, Иван Кюлев, Димо Янков и свещ. Йордан Ангелов; IV Финансова комисия: Антон Кецкаров, Иван Льомчев, Траян Конов, Андон Димитров и Илия Христофоров.
На заседанията участват 156 делегати от 41 Илинденски дружества. Гласуван е бюджет приход и разход в размер 445 000 лева. Комисия в състав Анастас Лозанчев, Тома Николов, Георги Попхристов, Кирил Христов и Ангел Узунов след кратко съвещание одобрява ново ръководство в състав Лазар Томов, Христо Танушев, Иван Льомчев, Димитър Спространов и Евтим Янкулов, с подгласници Димитър Динев и Марко Марков. Контролната комисия е съставена от Траян Конов, Анастас Разбойников и Атанас Ковачев, с подгласници Борис Груев и Никола Жеков. Гласувани са и няколко резолюции.
- Кметът на Битоля Илия Ненчев на конгреса